# Tæt på
Tæt på ("Izbliza") je debitantski album danske R&B pjevačice Medine. Izdan je 13. rujna 2007. u Danskoj. Album je izdan nakon dva singla - "Flå" ("Škripanje") i "Et øjeblik" ("Jedan trenutak").

## Singlovi
"Flå" je izdan kao prvi singl s albuma 9. ožujka 2007. u Danskoj, nije imao spot i zato se ne smatra kao glavni singl s albuma.
"Et øjeblik" je izdan kao drugi singl s albuma 7. svibnja 2007. u Danskoj i smatra se kao glavni singl s albuma jer ima spot za razliku od njegovog prethodnika.
"Alene" je izdan kao treći i posljednji singl s albuma 22. listopada 2007. u Danskoj.

## Popis pjesama
| 1.    | »Et øjeblik« (feat. Joe True) | Jedan trenutak     | 3:18 |
| 2.    | »Okay«                        | -                  | 3:26 |
| 3.    | »Føler du noget«              | Osjećaš li nešto   | 4:02 |
| 4.    | »Alene«                       | Sama               | 4:17 |
| 5.    | »Flå« (feat. Ruus)            | Škripanje          | 3:20 |
| 6.    | »Find beatet«                 | Pronađi ritam      | 3:31 |
| 7.    | »Du taber mig«                | Gubiš me           | 3:50 |
| 8.    | »Afklaret«                    | Pojašnjenje        | 4:46 |
| 9.    | »For hvad det er værd«        | Za što je vrijedno | 4:01 |
| 10.   | »Jeg lever« (feat. Joey Moe)  | Živim              | 4:42 |
| 11.   | »Vinden vender«               | Vjetar okreće      | 4:56 |
| 42:09 |                               |                    |      |

## Povijest izdavanja
| Država | Datum           | Producentska kuća | Format                 |
| ------ | --------------- | ----------------- | ---------------------- |
| Danska | 13. rujna 2007. | At:tack Music     | CD, digitalni download |